# Amir Ansari (Radsportler)
Amir Arsalan Ansari (paschtunisch امیر ارسلان انصاري, * 19. August 1999) ist ein afghanischer Radrennfahrer. Er lebt als anerkannter Flüchtling in Schweden und wurde für das Flüchtlingsteam bei den Olympischen Spielen 2024 nominiert.

## Sportlicher Werdegang
Ansari kam im Iran zur Welt, wuchs aber in Afghanistan auf, wo er als Mountainbiker zum Junioren-Nationalteam gehörte. 2015 flüchtete er vor dem dortigen Krieg und fand Aufnahme in Schweden. Während über seinen Asylantrag entschieden wurde, nahm er Kontakt zu einem Stockholmer Radsportklub auf, den er durch sein Talent beeindruckte. Nur wenige Wochen später gewann er ein Amateurrennen, wo er als Preis aus den Händen des Ex-Profis Thomas Löfkvist ein eigenes Rennrad erhielt.
In den folgenden Jahren nahm Ansari mit seinem Klub vor allem an Rennen in Schweden teil. In den nationalen Meisterschaften konnte er sich 2021 im Einzelzeitfahren unter den Top 10 platzieren. 2023 wurde er mit dem Svealand Cycling Team zu mehreren internationalen Rennen in Polen wie der Tour of Małopolska und Dookoła Mazowsza eingeladen. Der Radsport-Weltverband UCI berief ihn anlässlich der Radsport-Weltmeisterschaften 2023 in das erstmals bei Weltmeisterschaften aufgestellte Flüchtlingsteam. Dadurch nahm er am Einzelzeitfahren teil, wo er den 56. Platz belegte, sowie mit der Mannschaft des Centre Mondial du Cyclisme an der Mixed-Staffel.
2024 wurde Ansari vom Internationalen Olympischen Komitee in das Olympia-Flüchtlingsteam 2024 berufen, um am Einzelzeitfahren teilzunehmen. Dort startete er als erster Teilnehmer und kam auch zuerst ins Ziel, indem er auf den 90 Sekunden hinter ihm startenden Profi Jan Tratnik nur 48 Sekunden verlor.